# Ferrovia do Riacho
A Ferrovia do Riacho foi uma linha férrea que existiu entre o final do século XIX e início do século XX em Porto Alegre, capital do estado brasileiro do Rio Grande do Sul.

## História
A ferrovia foi construída entre 1895 e 1899, para atender a uma política de saneamento básico na cidade, com a finalidade de transportar os "cubos" sanitários (cabungos), isto é, tubos fechados e portáteis contendo material cloacal, até pontos de despejo no lago Guaíba, na zona sul de Porto Alegre, então pouco habitada, e melhorar a qualidade da água coletada no centro para consumo. Tinha o nome de "Riacho" porque sua estação inicial era ao lado da Ponte de Pedra sobre o Riacho, o qual era o Arroio Dilúvio antes de sua canalização.
Posteriormente, com a especulação imobiliária e com a atração dos balneários rumo ao sul, a ferrovia passou a transportar também pessoas e outras cargas, tendo papel fundamental na urbanização de bairros da Zona Sul, tais como Vila Assunção, Vila Conceição, Tristeza e Pedra Redonda. Com a enchente de 1941, a linha férrea foi praticamente destruída pelas águas do Guaíba e, por motivos político-econômicos da Viação Férrea do Rio Grande do Sul, o que restou dela foi desmantelado.